# ذكرى محفوظ
ذكرى محفوظ ( بالإنجليزية Dhikra Mahfoudh)  من مواليد 23 مايو 1992م، هي لاعبة كرة قدم تونسية تلعب في مركز الظهير الأيمن لنادي الترجي السعودي ومنتخب تونس للسيدات.

## المسيرة الكروية
لعبت محفوظ لصالح جمعية سيدات سبيبة، ونادي الجمعية الرياضية لبنك الإسكان في تونس. 

## المسيرة الدولية
شاركت محفوظ مع المنتخب التونسي على المستوى الأول، وشاركت معه في الفوز الودي 2-1 خارج اللأرض على الأردن في 10 يونيو 2021م.

## روابط خارجية
- ذكرى محفوظ على الأرشيف الرياضي العالمي

- ذكرى محفوظ  على فيسبوك.
- [https://www.instagram.com/dhikroucha11/ Dhikra Mahfoudh

] على إنستغرام
قالب:Tunisia squad 2022 Africa Women Cup of Nations